# Guichen Bay Conservation Park
Guichen Bay Conservation Park är en park i Australien. Den ligger i kommunen Robe och delstaten South Australia, omkring 260 kilometer sydost om delstatshuvudstaden Adelaide. Guichen Bay Conservation Park ligger 8 meter över havet.
Trakten runt Guichen Bay Conservation Park är nära nog obefolkad, med mindre än två invånare per kvadratkilometer.. Närmaste större samhälle är Robe, nära Guichen Bay Conservation Park. 
Trakten runt Guichen Bay Conservation Park består till största delen av jordbruksmark. Genomsnittlig årsnederbörd är 750 millimeter. Den regnigaste månaden är juli, med i genomsnitt 128 mm nederbörd, och den torraste är februari, med 17 mm nederbörd.